# Teresa Pàmies
Teresa Pàmies, nata Teresa Pàmies i Bertran (Balaguer, 8 ottobre 1919 – Granada, 13 marzo 2012), è stata una scrittrice, giornalista e attivista politica spagnola di lingua catalana. Esiliata per più di tre decenni, scrisse la sua prima opera, Testament a Praga, (Premio Josp Pla), nell'anno in cui compì 50 anni con l'aiuto di suo padre. Fino all'età di 92 anni, anno in cui morì, mantenne intatto il suo impegno nel "Partito Socialista Unificato di Catalogna" (PSUC) e scrisse una cinquantina di opere..
Tra gli altri libri: Quan érem capitans (1974), Va ploure tot el dia (1974), Gent del meu exili (1975), una biografia in spagnolo di Dolores Ibárruri (Messico, 1975) e Jardí enfonsat (1992). Nel 1984 ricevette il Creu de Sant Jordi dalla Generalitat de Catalunya, nel 2000 la Medaglia d'Oro al merito artistico dal Comune di Barcellona, nel 2001 è stata insignita del Premio d'Onore per la Letteratura Catalana, nel 2006 ha ricevuto il Premio Manuel Vázquez Montalbán.

## Biografia
Figlia di Tomàs Pàmies e di Rosa Bertran, Teresa Pàmies nacque nel 1919 a Balaguer, provincia di Lérida, ed era la maggiore di quattro figli. Ebbe un'infanzia intensa e felice, anche grazie al padre, Tomàs, leader di spicco del combattivo e marxista Bloc Obrer i Camperol (BOC), che le trasmise fin da piccola le sue idee sulla giustizia e la sua visione della vita. All'età di 10 anni, Teresa Pàmies vendeva già la rivista della BOC, La Batalla.  A 16 anni aveva già tenuto un comizio con Lluís Companys e Frederica Montseny nella Piazza Monumentale di Barcellona. Nel 1937 si unì alla "Gioventù Socialista Unificata di Catalogna" (JSUC), dove svolse un ruolo attivo nella direzione, nella creazione dell'Alleanza Nazionale delle Giovani Donne (1937-1939) e nel bollettino Juliol.
Lo scoppio della guerra civile spagnola non la fermò. Pàmies continuò a partecipare alle manifestazioni, sostenendo il fronte e viaggiando per cercare alleati internazionali a favore della Repubblica. Con la sconfitta repubblicana Pàmies dovette andare in esilio con suo padre in Francia, lasciando i suoi fratelli e la madre a Balaguer. Raccontò: "Non l'avrei mai più rivista".

### In esilio dopo la guerra civile

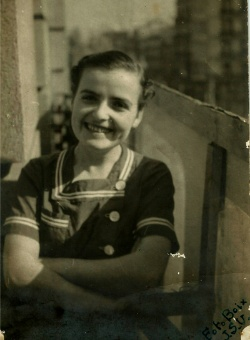
Teresa Pàmies da giovane

L'esperienza dell'abbandono dei feriti all'Hospital de Vallcarca (Barcellona), episodio che raccontò nel suo libro Quan èrem capitans (1974), non l'ha mai abbandonata. Si unì al mezzo milione di persone che fuggirono dalla Catalogna per la Francia, una marcia che nel suo caso passò per Girona e Olot fino a quando, all'età di 19 anni, entrò nel campo profughi di Magnac-Laval, vicino a Limoges, sul suolo francese. Nelle campagne contribuì all'organizzazione di collegi e alla creazione di una scuola fino a quando, con l'aiuto del PSUC, riuscì a fuggire. A Parigi, prima dell'occupazione nazista, fu imprigionata per tre mesi a La Roquette per mancanza di documenti. Una volta liberata, si trasferì a Bordeaux per unirsi ai repubblicani che si recarono nella Repubblica Dominicana di Rafael Leónidas Trujillo (che era stato pagato per questo dal governo della Repubblica in esilio). Si recò poi a Cuba, dove seppe dell'esecuzione del presidente catalano Lluís Companys, e dalla più grande delle Antille si recò in Messico. Si fermò in Messico per otto anni atudiando giornalismo all'Università delle Donne. In seguito si trasferì nella Repubblica Dominicana, a Cuba e infine in Messico, dove si stabilì. Entrò all'Università delle Donne, dove studiò Giornalismo (fino ad allora era sempre stato un'autodidatta). 
Nel 1947 riuscì a tornare in Europa: per un anno lavorò alla radio, a Belgrado, nella Jugoslavia di Josip Broz Tito, poi per dodici anni lavorò a Radio Praga, nella Repubblica Socialista Cecoslovacca, dove fu redattrice e annunciatrice di trasmissioni in spagnolo e catalano.  Dall'esilio collaborò alle riviste catalane Serra d'Or e Oriflama.

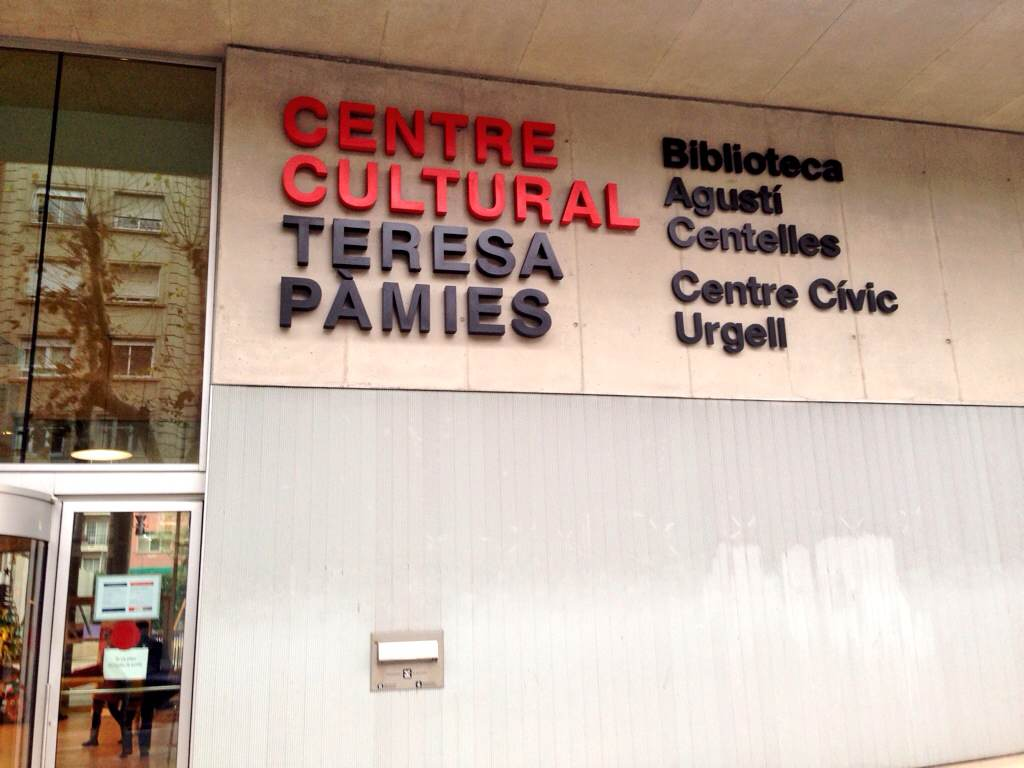
Centro Culturale Teresa Pàmies. Nel 2011 il Comune di Barcellona ha intitolato alla scrittrice questo edificio, che funge da sede della "Biblioteca Esquerra de l'Eixample-Agustí Centelles", della "Scuola Materna "El Roure"", del "Centro Civico Urgell" e del suo Centro per Bambini.

### Ritorno in Catalogna
Nel 1971 ritornò in Catalogna dedicandosi alla scrittura. Continuò a collaborare con vari media come il quotidiano Avui, dai suoi inizi nel 1976 fino al 2009, la rivista Presencia e Catalunya Ràdio. Alcuni dei suoi articoli vennero raccolti nei libri Opinions de dona (1983) e La vida amb cançó. Cronache radiofoniche (1999).
Negli ultimi anni della sua vita andò a vivere a Granada. Teresa Pàmies morì il 13 marzo 2012 all'età di 92 anni nella casa di suo figlio a Granada. Fu sepolta al cimitero di Balaguer.
Il 13 marzo 2019 è stato inaugurato l'Anno Teresa Pàmies  in occasione del centenario della sua nascita. Diverse le attività programmate dal Dipartimento della Cultura della Generalitat de Catalunya e commissionate da Montse Barderi, quali: conferenze, mostre, riedizioni di alcuni titoli e un simposio.

## Vita privata
Si sposò a Praga con Gregorio López Raimundo, segretario generale del "Partido Socialista Unificado de Cataluña" (PSUC). Ebbero un figlio, lo scrittore Sergi Pàmies.

## Opere
- 1970 - Testament a Praga (con Tomàs Pàmies)
- 1974 - Quan érem capitans
- 1974 - Va ploure tot el dia
- 1975 - Quan èrem refugiats
- 1975 - Si vas a París papà...
- 1975 - Gent del meu exili
- 1975 - Gent de la vetlla
- 1975 - Dona de pressa
- 1976 - Los que se fueron
- 1976 - Amor clandestí
- 1977 - Aquell vellet senzill i pulcre
- 1979 - Vacances aragoneses
- 1981 - La chivata
- 1981 - Memòria dels morts
- 1982 - Aventura mexicana del noi Pau Rispa
- 1982 - Matins d'Aran
- 1982 - Rosalia no hi era
- 1984 - Busqueu-me a Granada
- 1986 - Segrest amb filipina
- 1987 - Praga (collezione "Las ciudades", Ed. Destino)
- 1989 - Primavera de l'àvia
- 1992 - Jardí enfonsat
- 1993 - Coses de la vida a ritme de bolero
- 1994 - Nadal a Porto
- 1997 - La filla del Gudari
- 1999 - La vida amb cançó: cròniques radiofòniques
- 2005 - Estem en guerra
- 2007 - Ràdio Pirenaica
- 2008 - Inform al difunt

## Premi e riconoscimenti
- 1970 - Premio Josep Pla.
- 1984 - Creu de Sant Jordi dalla Generalitat di Catalogna.
- 2000 - Medaglia d'Oro al merito artistico dal Comune di Barcellona.
- 2001 - Premio d'Onore per la Letteratura Catalana.
- 2006 - Premio Manuel Vázquez Montalbán.
- 2019 - Si è tenuto il Any Teresa Pàmies, organizzato dall'Institució de les Lletres Catalanes (ILC)[19]